# Gabela (imposto)
Gabela (em francês:  gabelle) foi um imposto muito impopular sobre o sal estabelecido na França em meados do século XIV e que durou, com breves lapsos e revisões, até 1946. O termo gabelle é derivado do italiano gabella (um dever), originário da palavra árabe قَبِلَ (qabila, "ele recebeu").[carece de fontes?]
Na França, a gabela era originalmente um imposto indireto aplicado a commodities agrícolas e industriais, como lençóis, trigo, especiarias e vinho. No entanto, a partir do século XIV, a gabela era limitada e referia-se apenas à tributação do sal da coroa francesa.[carece de fontes?]
Como o imposto afetava todos os cidadãos franceses (para uso na culinária, na conservação de alimentos, na fabricação de queijos e na criação de gado) e propagou disparidades regionais extremas nos preços do sal, a gabela permaneceu como uma das formas mais odiadas e grosseiramente desiguais de geração de receita na história do país. Revogada em 1790 pela Assembleia Nacional no meio da Revolução Francesa, foi posteriormente restabelecida por Napoleão Bonaparte em 1806. Foi brevemente encerrada e restabelecida novamente durante a Segunda República Francesa e finalmente abolida em 1945 após a libertação da França da Alemanha nazista.